# ایولیسیز (کانزاس)
ایولیسیز (به انگلیسی: Ulysses) شهری در ایالت کانزاس کشور ایالات متحده آمریکا است که جمعیت آن در سرشماری سال ۲۰۱۰ میلادی، ۶٬۱۶۱ نفر بوده‌است.